# Jardin des Gouverneurs
Le jardin des Gouverneurs est un parc de Québec. Il est le voisin du château Frontenac et de la terrasse Dufferin. Aménagé en 1647, c'est l'un des plus vieux parcs d'Amérique du Nord.

## Description
De forme carré, ses côtés ont une largeur d'environ 75 mètres. Sa mesure frontale est d'exactement 73,8 mètres. Sa superficie est de 6 726,2 m2. Il est délimité par l'avenue Sainte-Geneviève (est) et les rues Mont-Carmel (nord), de la Porte (ouest) et des Carrières (est). À l'exception de cette dernière rue, tous ses côtés sont clos par un muret en pierre percé de cinq entrées piétonnes. 
Le parc est la propriété du gouvernement du Canada. Il est constitué d'une pelouse traversée par des allées piétonnes bordées d'arbres matures. Un petit kiosque en briques de forme hexagonale se trouve à l'intérieur du parc, près de la rue de la Porte.
Le monument Wolfe-Montcalm, un obélisque de 20,1 mètres, est situé à l'entrée du parc du côté de la rue des Carrières.

## Historique

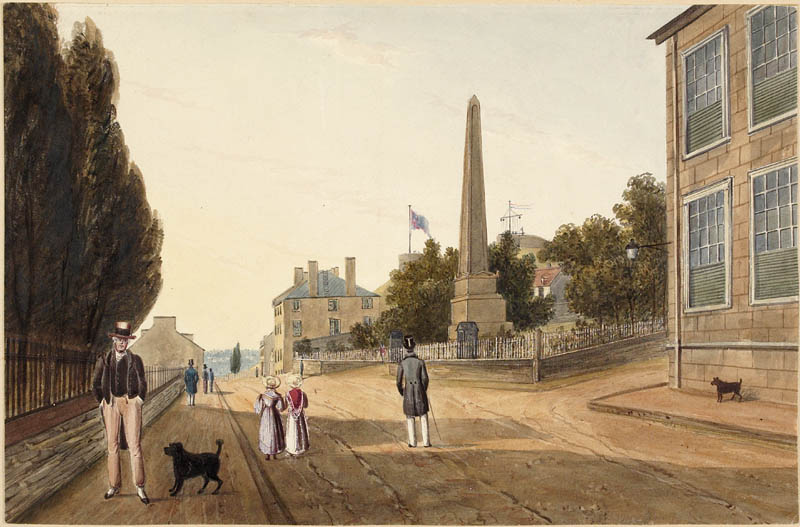
En 1828.

Le jardin des Gouverneurs est aménagé en 1647 aux côtés du château Saint-Louis. Il sert de potager à l'usage du gouverneur général de la Nouvelle-France.
Après la Conquête, le potager est déplacé en contrebas, où se trouve actuellement le parterre gazonné de la terrasse Dufferin. L'emplacement initial est alors transformé en jardin à l'anglaise. Le plus ancien monument commémoratif de Québec, le monument Wolfe-Montcalm, y est inauguré en 1828.
Le jardin est ouvert au public dans les années suivants l'incendie du château en 1834. En 1868, les premiers moineaux importés d'Europe sont libérés à partir du jardin.
Un kiosque est construit en 1950.